# William Hootkins
William Hootkins (Dallas, 5 luglio 1948 – Santa Monica, 23 ottobre 2005) è stato un attore statunitense, noto per aver interpretato il ruolo di Jek Tono Porkins, pilota nella Battaglia di Yavin, nel film Guerre stellari.

## Biografia
Nato a Dallas (Texas) con il nome di William Michael Hootkins, debuttò come attore in uno spettacolo teatrale studentesco nel quale ebbe come co-protagonista il giovane Tommy Lee Jones. All'età di quindici anni fu convocato come testimone durante le indagini sulla morte del presidente John Fitzgerald Kennedy, in quanto era allievo di russo dell'insegnante Ruth Paine, indagata insieme a Marina Oswald, moglie del presunto assassino di Kennedy, Lee Harvey Oswald.
Agli inizi degli anni settanta si trasferì a Londra dove iniziò a studiare recitazione alla London Academy of Music and Dramatic Art, fino a quando nel 2002 tornò nuovamente negli Stati Uniti a Los Angeles, per studiare alla Princeton University materie del tutto estranee all'arte dell'attore quali astrofisica e cinese, unendosi al gruppo teatrale dell'università, il Theatre Intime, dove restò magistrale la sua interpretazione dell'opera teatrale di Orson Welles Moby Dick Rehearsed.
Fino alla sua morte Hootkins fece la spola tra gli Stati Uniti e l'Inghilterra, dove si recò nuovamente dietro consiglio del suo amico John Lithgow e dove si dedicò soprattutto alla recitazione teatrale, riscuotendo un enorme successo nel 2003 interpretando il ruolo di Alfred Hitchcock nell'opera teatrale di Terry Johnson Hitchcock Blonde, presentato prima al Royal Court Theatre e poi in altri teatri del West End londinese.
Nel 1993 venne contattato per il ruolo di Dennis Nedry nel successo cinematografico di Steven Spielberg Jurassic Park ma venne sostituito all'ultimo momento da Wayne Knight, reduce dal successo in Basic Instinct.
Il 27 aprile 1973 sposò la sua seconda moglie, l'attrice Polly Hootkins, dalla quale divorziò nel 2005.
Oltre che attore cinematografico e teatrale, Hootkins fu molto attivo anche come attore radiofonico e produsse per la BBC numerose registrazioni interpretando il ruolo di J. Edgar Hoover, Orson Welles e Winston Churchill, e prestò la propria voce per numerosi audiobook per le opere di Jack London, Henry Wadsworth Longfellow e Carl Hiaasen, per conto della casa discografica cinese Naxos Records. Prestò la sua voce anche per i videogiochi Eternal Darkness: Sanity's Requiem e Crash Bandicoot 3: Warped nel ruolo di Dingodile.
È morto di cancro al pancreas al St John's Hospital di Santa Monica, all'età di 57 anni.

## Filmografia parziale
- Sono diversa... mi chiamo Big Zapper (Big Zapper), regia di Lindsay Shonteff (1973)
- Ultimi bagliori di un crepuscolo (Twilight's Last Gleaming), regia di Robert Aldrich (1976)
- Guerre stellari (Star Wars), regia di George Lucas (1977)
- Valentino, regia di Ken Russell (1977)
- Il mistero della signora scomparsa (The Lady Vanishes), regia di Anthony Page (1979)
- Una strada, un amore (Hanover Street), regia di Peter Hyams (1979)
- Il lenzuolo viola (Bad Timing), regia di Nicolas Roeg (1980)
- Flash Gordon, regia di Mike Hodges (1980)
- Sfinge (Sphynx), regia di Franklin J. Schaffner (1980)
- I predatori dell'arca perduta (Raiders Of The Lost Ark), regia di Steven Spielberg (1981)
- Sulle orme della pantera rosa (Trail Of The Pink Panther), regia di Blake Edwards (1982)
- La Pantera Rosa - Il mistero Clouseau (Curse of the Pink Panther), regia di Blake Edwards (1983)
- Il sole a mezzanotte (White Nights), regia di Taylor Hackford (1985)
- Acqua in bocca (Water), regia di Dick Clement (1985)
- Luna di miele stregata (Haunted Honeymoon), regia di Gene Wilder (1986)
- Avventura nel tempo (Biggles), regia di John Hough (1986)
- Superman IV (Superman IV: The Quest for Peace), regia di Sidney J. Furie (1987)
- American Gothic, regia di John Hough (1988)
- Robinson Crusoe - La storia vera  (Crusoe), regia di Caleb Deschanel (1989)
- Batman, regia di Tim Burton (1989)
- Hardware - Metallo letale (Hardware), regia di Richard Stanley (1990)
- Mio papà è il Papa (The Pope Must Diet), regia di Peter Richardson (1991)
- Il mistero di Jo Locke, il sosia e miss Britannia '58 (Hear My Song), regia di Peter Chelsom (1991)
- In mezzo scorre il fiume (A River Runs Through It), regia di Robert Redford (1992)
- Il giardino di cemento (The Cement Garden), regia di Andrew Birkin (1992)
- Demoniaca (Dust Devil), regia di Richard Stanley (1993)
- Death Machine, regia di Stephen Norrington (1994)
- La storia infinita 3 (The Neverending Story III: Escape from Fantasia), regia di Peter MacDonald (1994)
- Il commediante (Funny Bones), regia di Peter Chelsom (1994)
- L'isola perduta (The Island of Dr. Moreau), regia di John Frankenheimer (1996)
- Rhinoceros Hunting in Budapest, regia di Michael Haussman (1997)
- Magia a Natale (Like Father, Like Santa), regia di Michael Scott (1998) - film TV
- Qualcosa in cui credere (Something to Believe In), regia di John Hough (1998)
- Codice Omega (The Omega Code), regia di Rob Marcarelli (1998)
- Amori in città... e tradimenti in campagna (Town & Country), regia di Peter Chelsom (2001)
- La stirpe (The Breed), regia di Michael Oblowitz (2001)
- Colour Me Kubrick, regia di Brian W. Cook (2005)

## Doppiatori italiani
Nelle versioni in italiano delle opere in cui ha recitato, William Hootkins è stato doppiato da:
- Bruno Alessandro ne Il lenzuolo viola
- Tonino Accolla in Flash Gordon
- Gianni Marzocchi ne I predatori dell'arca perduta
- Elia Iezzi in L'asso della Manica
- Paolo Buglioni in L'ora del mistero
- Paolo Lombardi in Superman IV
- Ennio Coltorti in Batman
- Dario De Grassi in Poirot
- Angelo Nicotra in Hardware - Metallo letale
- Claudio Fattoretto in Demoniaca
- Sergio Di Giulio in Amori in città... e tradimenti in campagna
- Gaetano Varcasia ne I predatori dell'arca perduta (ridoppiaggio)